# Pantographa limata
Pantographa limata là một loài bướm đêm trong họ Crambidae.